# Otra Margarita
Otra Margarita es un cuadro del pintor español Joaquín Sorolla terminado en 1892. Está realizado en óleo sobre lienzo, y tiene un tamaño de 130,1 x 200 cm. Se encuentra en el Museo de Arte Mildred Lane Kemper en San Luis, Estados Unidos.